# Стрижёнок, Иосиф Петрович
Иосиф Петрович Стрижёнок (бел. Іосіф Пятровіч Стрыжонак 1928, д. Череповщина, Ушачский район — 23 апреля 2003) — Герой Социалистического Труда (1961). Отличник энергетики и электрификации СССР.

## Биография
С 1945 года работал трактористом в колхозе в Ушачском районе, слесарем треста «Гидроэлектромонтаж», участвовал в монтаже Нарвской гидроэлктростанции в Ленинградской области и Вильнюсской теплоэлектроцентрали № 2 в Литовской ССР
Участвовал в строительстве Камской ГЭС, работал бригадиром монтёров Сталинградской электростанции имени XXII съезда КПСС, монтажником на Братской ГЭС, участвовал в сооружении Асуанского гидроузла в Объединённой Арабской Республике Египет.
В 1961 году Иосифу Петровичу Стрижёнку было присвоено звание Герой Социалистического Труда. 
В 1963 году И. П. Стрижёнок участвовал в зажжении Вечного огня на братской могиле в сквере на площади Павших Борцов в Волгограде.
Проживал в городе Волгоград

## Награды
- Герой Социалистического Труда (1961)
- Орден Ленина
- Медаль «За трудовое отличие» (1957)
- Знак «Отличник энергетики и электификации СССР»